# Adrián Rivera Pérez
Adrián Rivera Pérez (Ciudad de México; 8 de julio de 1962) es un político mexicano. Miembro del Partido Acción Nacional, ha sido Alcalde de Cuernavaca, Morelos y es Senador por el estado de Morelos.
Es técnico industrial por la Universidad Autónoma del Estado de Morelos, ha sido diputado al Congreso de Morelos de 1994 a 1997, diputado federal plurinominal a la LVIII Legislatura de 2000 a 2003 y de ese año a 2006 presidente municipal de Cuernavaca, actualmente se desempeña como senador por Morelos en la LXI Legislatura y concluirá su cargo al finalizar la LXII Legislatura en el 2012. 
El Comité Ejecutivo Nacional del PAN, lo designó a partir de marzo de 2010, como Presidente de la Delegación Estatal del PAN en el Estado de Guerrero.
Estudió en escuelas públicas de Morelos. En 1984 fue designado como Dirigente Estatal Juvenil del PAN y desde entonces ha ocupado diversos cargos partidistas en Cuernavaca y a nivel estatal. 
Fue presidente del Comité Estatal de Morelos de 1996 a 2001, Consejero Estatal en Morelos desde 1985 a la fecha y Consejero Nacional desde 1996 a la fecha.
Ha sido diputado local y coordinador de los diputados en el periodo 94-97, diputado federal de 2000 a 2003 donde fue presidente del Consejo de Política Interior del Grupo Parlamentario del P.A.N. y secretario de la Mesa Directiva de la Cámara de Diputados.
Presidente municipal de la Ciudad de Cuernavaca en 2003–2006, actualmente Senador de la República por Morelos periodo 2006-2012 y Secretario de la Mesa directiva del Senado de la República de 2007 a la fecha. 
En noviembre pasado culminó el encargo del Comité Ejecutivo Nacional como presidente de la Comisión Directiva Provisional en el Estado de México, donde logró con éxito la elección del nuevo Comité Directivo Estatal en esa entidad.
Actualmente es secretario de Acción Gubernamental en el Comité Ejecutivo Estatal en Morelos.
En marzo pasado, el Comité Ejecutivo Nacional lo nombró delegado estatal en Guerrero.
Sus principales logros como panista han sido:
	La consolidación de Acción Nacional en el Estado de Morelos.
	Los primeros triunfos electorales en 1997, ganando las Presidencias Municipales de Cuernavaca y Emiliano Zapata.
	Los triunfos electorales en el 2000, ganando la Gubernatura del Estado, 8 Presidencias Municipales, 90 Regidurías, 15 Diputaciones Locales, 4 Diputaciones Federales y 2 Senadurías.
	La elección de la dirigencia estatal en el Estado de México donde se sentaron las bases para una nueva convivencia entre los panistas y de los trabajos para  los próximos comicios en esa entidad.
Adrián ha vivido múltiples etapas sociales y políticas de nuestra entidad. En 1988, se sumó al movimiento nacional para denunciar el fraude electoral cometido por el PRI contra Manuel J. Clouthier “Maquío”.
En 1998, participó activamente a las movilizaciones sociales por la ola de secuestros y otros crímenes que culminaron en la renuncia de Jorge Carrillo Olea a la gubernatura morelense. 
Como diputado local, impulsó con otros legisladores panistas modificaciones legales para transparentar el ejercicio del gobierno estatal y de los ayuntamientos, se aprobó la autonomía del Instituto Estatal Electoral, entre otras acciones.
Como alcalde de Cuernavaca, logró la contención y disminución de los índices delictivos y de desempleo. Renovó y aumentó el equipo vehicular y operativo de policías y bomberos. 
Instaló el primer sistema efectivo de vigilancia por videocámaras en Morelos y proporcionó aulas de cómputo a todas las escuelas primarias sin olvidar que se entregaron obras a la mayoría de las colonias de Cuernavaca.
En el Senado de la República, ha impulsado y aprobado diversas leyes en beneficio de todos los mexicanos, como las iniciativas fortalecer la seguridad pública asignando más recursos a municipios; garantizar la reparación económica del daño a víctimas inocentes de enfrentamientos entre fuerzas policías federales y células delictivas así como la creación del manual ciudadano para la prevención de riesgos derivados de la lucha contra el crimen organizado.